# Sérgio Meira
Sérgio Meira de Santa Cruz Oliveira (nascido em 31 de dezembro de 1968) é um linguista brasileiro especializado nas famílias linguísticas Cariban e Tupi das terras baixas da América do Sul e na língua Tiriyó em particular. Ele trabalhou na classificação da família de línguas caribenhas, e coletou dados linguísticos primários de falantes de 14 línguas caribanas e 5 línguas não caribanas.

## Educação e vida pessoal
Meira possui bacharelado e doutorado em Teoria e Análise Linguística pela Rice University. Sua pesquisa de doutorado foi realizada em colaboração com seu orientador Spike Gildea. Sérgio Meira é membro da Associação Antropológica Americana (AAA) e da Sociedade para o Estudo das Línguas Indígenas das Américas (SSILA).
Além do português nativo, Sérgio Meira é proficiente em inglês, francês,  e espanhol,  é moderadamente fluente em esperanto,  italiano, alemão, holandês, volapük,  romeno e tem um bom domínio de catalão, russo, latim e outros idiomas.

## Carreira
Atualmente é pesquisador na Radboud University Nijmegen. Sua pesquisa se concentra em linguística histórica, trabalho de campo e descrição das famílias linguísticas Cariban e Tupi, bem como linguagem e cognição.
Seu trabalho ajudou no desenvolvimento do Banco de Dados do Inventário Fonológico Sul-Americano (SAPhon), do Atlas Mundial de Estruturas da Linguagem (WALS), e do Glottolog.

## Volapük
Sérgio Meira é um dos oito acadêmicos da Academia Internacional Volapük. Ele foi nomeado em 2007 por Brian Reynold Bishop, o sétimo cifal e presidente da academia na época. Ele também é um membro ativo do grupo de discussão Volapük, que reúne a maioria dos volapükologistas vivos.
Meira traduziu artigos, incluindo o obituário de Rasmus Malling-Hansen, de Volapük para o inglês para a International Rasmus Malling-Hansen Society. Ele também fez trabalhos de tradução no Volapük Wikisource, mas posteriormente sugeriu que seu trabalho fosse excluído porque seria considerado violação de direitos autorais. Sérgio Meira é um dos correspondentes de Andrew Drummond que contribuiu para o seu conhecimento do material de Volapük antes da escrita de A Hand-Book of Volapük.
No final de outubro de 2006, Sérgio Meira começou a contribuir para a Wikipédia Volapük. Ele é o autor principal da maioria dos artigos apresentados.

## Publicações selecionadas

### Família caribenha
- Sobre a origem do Ablaut na família Cariban (2010)
- ' Conceitos naturais' no domínio topológico espacial - significados aposicionais em perspectiva interlinguística: um exercício de tipologia semântica (2003)
- As línguas Cariban do Sul e a família Cariban (2005)
- Sobre uma origem histórica dos 'prefixos relacionais' das línguas tupí-guaraní (2013)

### Tiriyó
- Acento rítmico em Tiriyó